# M1 155 mm Long Tom
Il cannone M1 155 mm Long Tom (155/45 nella denominazione italiana) fu utilizzato nel corso della seconda guerra mondiale dall'US Army.
Trae origine da un pezzo francese dello stesso calibro, il 155 mm GPF, fornito agli Stati Uniti nel corso della prima guerra mondiale. Dopo la fine della guerra, il pezzo francese fu studiato approfonditamente, modificando soprattutto l'otturatore. Verso la fine degli anni trenta, il nuovo cannone fu omologato come M1 155 mm e ne fu iniziata la produzione. L'affusto era a code divaricabili su due carrelli: quello anteriore, su cui appoggiavano le code durante la marcia, aveva due ruote; quello posteriore, situato vicino alla bocca da fuoco, era su quattro ruote binate. In batteria, il carrello anteriore veniva rimosso e spostato per permettere l'apertura delle code, mentre il carrello posteriore veniva sollevato per fungere da contrappeso e abbassare il baricentro al momento dello sparo. Alcuni miglioramenti di dettaglio portarono alla versione M1A1 e, poco prima della fine della Seconda guerra mondiale, alla versione M2. Dopo la fine della guerra fu riclassificato come M59.
Gli alleati ebbero quantità limitate di questo cannone, in particolare la Gran Bretagna.
Questo cannone (soprannominato "Long Tom") fu anche utilizzato come semovente su uno scafo derivato da quello dell'M4 Sherman, con la denominazione di M40, tuttavia in questo modo fu impiegato solo nelle fasi finali della guerra (marzo 1945) e successivamente nella Guerra di Corea.
Il Long Tom usava, come trattore, tanto l'M4 cingolato, quanto il Mack NO ruotato.